# Tramwaje w Valencii
Tramwaje w Valencii − zlikwidowany system komunikacji tramwajowej w wenezuelskim mieście Valencia, działający w latach 1887−1947.

## Historia
Powodem dla którego rozpoczęto budowę linii tramwajowej był dworzec kolejowy Camoruco, który znajdował się około 3 km od centrum miasta. Pierwsze plany budowy linii tramwajowej łączącej Plaza Bolívar z Camoruco powstały w 1884. Pierwszą linię tramwaju konnego otwarto 13 czerwca 1887. Wagony do obsługi linii zakupiono w firmie John Stephenson Co. z Nowego Jorku. Linię wkrótce wydłużono wzdłuż Av. Constitución do Palotal i wzdłuż Calle Colombia. 25 lutego 1915 spółka Compañía Anónima Tranvías Eléctricos de Valencia zamówiła 4 tramwaje elektryczne silnikowe w firmie J. G. Brill Co. Pierwsza linia tramwajowa otwarta w grudniu 1915 połączyła dworzec w Camoruco z Plaza Bolívar. Rozstaw szyn na linii wynosił 1067 mm. W 1918 zakupiono piąty tramwaj. W 1923 zamówiono jeden tramwaj w Waggonfabrik A.G. vorm. Busch w Budziszynie. W latach 1924−1927 spółka zamówiła 4 tramwaje w firmie J. G. Brill Co., którym nadano nr od 7 do 10. W 1930 zakupiono silniki elektryczne w firmie English Electric w celu zbudowania we własnym zakresie nowych tramwajów. Łącznie zbudowano 6 tramwajów, którym nadano nr od 11 do 16. W 1933 w mieście było 8 km tras tramwajowych i 15 wagonów. Tramwaje w Valencii zlikwidowano prawdopodobnie 31 marca 1947. 